# Мужская сборная Португалии по хоккею на траве
Мужская сборная Португалии по хоккею на траве — мужская сборная по хоккею на траве, представляющая Португалию на международной арене. Управляющим органом сборной выступает Федерация хоккея на траве Португалии (порт. Federação Portuguesa de Hóquei, англ. Portuguese Hockey Federation).
Сборная занимает (по состоянию на 31 июля 2015) 47-е место в рейтинге Международной федерации хоккея на траве (FIH).

## Результаты выступлений

### Мировая лига
- 2012/13 — 33-е место
- 2014/15 — выбыли в 1-м раунде

### Чемпионат Европы
- 1970 — не участвовали
- 1974 — 16-е место
- 1978—2015 — не участвовали

### Чемпионат Европы (III дивизион)
(EuroHockey Nations Challenge III, до 2011 назывался EuroHockey Nations Challenge I)
- 2005 —
- 2009 — [2]
- 2011 — 6-е место
- 2013 — 4-е место

### EuroHockey Nations Trophy
- 2007 — 7-е место